# لویی‌ویل (تنسی)
لویویل(به انگلیسی: Louisville) شهری در ایالت تنسی کشور ایالات متحده آمریکا است که جمعیت آن در سرشماری سال ۲۰۱۰ میلادی، ۲٬۴۳۹ نفر بوده‌است.